# Horace Pinker
Horace Pinker is een Amerikaanse punkband die is opgericht in Tempe (Arizona) in 1991. Horace Pinker werd opgericht door Bryan Jones, Scott Eastman, Bill Ramsey en Gregg Dessen. De formatie bestaat tegenwoordig uit Jones (drums), Eastman (gitaar en zang) en Greg Mytych (basgitaar en zang). De band is gevestigd te Chicago (Illinois). De muziekstijl valt te omschrijven als poppunk en de teksten gaan veelal over maatschappelijke onderwerpen.

## Leden
- Greg Mytych - basgitaar, zang
- Bryan Jones - drums
- Scott Eastman - gitaar, zang

## Studioalbums
| Jaar | Titel                    | Label                   | Formaat |
| ---- | ------------------------ | ----------------------- | ------- |
| 1994 | Power Tools              | Earwax Records          | cd, lp  |
| 1996 | Burn Tempe To the Ground | Onefoot Records         | cd, lp  |
| 2000 | Pop Culture Failure      | Jump Up! Records        | cd, lp  |
| 2005 | Texas One Ten            | Thick Records           | cd      |
| 2011 | Local State Inertia      | Arctic Rodeo Recordings | cd, lp  |